# Ислам Каримов
Ислам Абдуганиевич Каримов (на узбекски: Ислом Абдуғаниевич Каримов) е политик и президент на Република Узбекистан от 1991 до 2016 година.

## Биография
Роден е в Самарканд в Узбекската съветска социалистическа република – съставна република на СССР. Дипломира се като инженер-механик от Средноазиатския политехнически институт и като икономист от Ташкентския институт по народно стопанство.

## В политиката
Ислам Каримов става длъжностно лице в Комунистическата партия на Съветския съюз, ставайки първи секретар на партията в Узбекистан през 1989 г. На 24 март 1990 г. той става президент на Узбекската съветска социалистическа република. Изборът на Каримов е в резултат на провала на неговия предшественик Рафик Нишанов, който не успява да потуши междуетнически сблъсъци и нестабилността в региона Ферганска. Каримов обявява Узбекистан за независима държава на 31 август 1991 г. и впоследствие печели първите президентски избори на Узбекистан на 29 декември 1991 г., с 86% от гласовете.
През 1995 година Ислам Каримов удължава мандата си до 2000 г. чрез широко критикуван референдум. Преизбран е на 9 януари 2000 г. с 91,9 % от гласовете на избирателите. САЩ наричат тези избори „нито свободни, нито честни и не предлагат на узбекистанския народ истински избор“. Единственият опозиционен кандидат, Абдулхафиз Джалалов, открито заявява, че е влязъл в надпреварата само за да изглеждат изборите демократични и публично заявява, че е гласувал за Каримов. През 2007 година се кандидатира за трети мандат, въпреки аргументите, че той е недопустим поради ограничението от два мандата за президентски пост. На 6 ноември 2007 г., Каримов приема номинацията на Узбекистан Либерално-демократическата партия да се кандидатира за трети мандат. На 19 ноември, Централната избирателна комисия обяви одобрението на кандидатурата на Каримов – решение, което противниците на Каримов считат за незаконно.

## Управление
Управлението на Ислам Каримов се смята за твърдо авторитарно, със слабо изразено или никакво насърчаване на гражданското общество. Международната общност нееднократно е критикувала администрацията на Каримов по отношение на човешките права и свободата на медиите. Крейг Мъри, посланик на Великобритания в периода 2002 – 2004 година, разкрива широкото разпространение на изтезания, отвличания и изнасилвания от страна на полицията, корупцията във финансовия сектор, религиозните гонения и цензурата и други нарушения на правата на човека. Мъри е забелязан от британското правителство заради несъгласието му с официалната политика на Великобритания и САЩ, които по това време приемат Каримов като част от глобалната война срещу тероризма заради военновъздушната база в Карши – Канабад. Мъри пише две книги за своите преживявания: „Убийство в Самарканд“ и „Мръсна Дипломация“. В отговор Узбекистан критикува Мъри и го обвинява, че поведението му не съответства на посланик на Великобритания. Британското правителство го заменя през 2005 г.
Няколко поредни години списание „Парад“ го определя за един от най-лошите диктатори в света, позовавайки се на политиката му на изтезания, фалшифициране на избори и налагане на цензура на медиите.